# 杜子春傳
《杜子春傳》或《杜子春》是唐人傳奇中的志怪名篇，作者通常認定是李復言。

## 源流
《杜子春》明顯是據玄奘《大唐西域记》卷七婆羅痆斯國〈烈士池及傳說〉改編，為一佛經故事；原文極短，不足七百字。
作者及出處因刻本流傳說法不一，莫衷一是。宋代所編《太平廣記》卷十六載其出自《續玄怪錄》，後人多據此將〈杜子春〉歸於《續玄怪錄》，例如：汪辟疆編《唐人傳奇小說》即據此以其出於《續玄怪錄》。明代陳應翔刻本的《幽怪錄》（即《玄怪錄》）四卷中則收錄此篇。今人王夢鷗、程毅中等學者考證應出自《玄怪錄》，徐志平則根據李復言生平及著述肯定其為《杜子春》作者無疑。
但亦有許多小說集如《古今說海》、《五朝小說》、《唐人說薈》一○集、《唐代叢書》卷一二等書選輯此文，並題為鄭還古作。

## 本事
杜子春是北周、隋年間人。原本是世家子弟，不事產業而蕩盡家產，親友都厭惡他。有一天他走在街上遇到一位老人，老人給了杜子春三百萬錢，但不到兩年杜就把三百萬花完了；後來，他又碰到這位老人，老人又給他一千萬，他又再度花天酒地，直到花完。
最後老人又給他三千萬。杜子春對自己先前的做為感到慚愧，這次便將三千萬用於布施，看破物欲。老人深深器重，於是讓杜子春隨往华山上煉丹，要杜子春成仙，老人要求子春守護煉丹之室，並且警告子春，不管遇到任何人、事、物，都是幻象，絕對不得開口作聲，否則煉丹不成，無法成仙，子春領命。
在守丹的過程中，子春眼見暴風雨，毒蛇猛獸的侵襲，子春端坐不顧。然後出現一位金甲神，酷刑拷打子春之妻，子春淚如雨下，但依然不開口，金甲神大怒，就把子春殺死了。子春死後，靈魂下了地獄，遭到閻羅王的刀山油鍋等刑罰虐待，一樣不發一語。
閻羅王大怒，命子春轉世為美女，並且從小病痛不已，但是子春依然不開口，大家都以為子春是啞女。子春婚後，丈夫很想與子春講話，卻因子春一言不發而憤怒，竟將兩人的孩子摔死，腦漿迸裂，血流五步。子春眼見最難割捨的孩子被殺，心中痛苦再也不能續忍，大喊一聲，於是破戒。子春的聲音還未停，就發現自己又身在煉丹之室，老人也在自己面前。老人告訴子春，煉丹已經失敗，要求子春回到塵世，子春非常愧疚，想再回華山找老人謝罪，卻沒發現人跡，歎恨而归。

## 改編
冯梦龙的《醒世恒言》改編為《杜子春三入长安》的故事。明朝胡介祉有《廣陵仙傳奇》、清朝岳端有《揚州夢傳奇》，清人李百川長篇小說《綠野仙蹤》中燒丹一節亦據此而成。
日本知名小說家芥川龍之介，將之改編為《芥川版杜子春》，兩者結局上有差異，但卻常遭混淆。